# Flik 74J
A Fliegerkompanie 74J vagy Jagdflieger-Kompanie 74 (rövidítve Flik 74J, magyarul 74. vadászrepülő-század) az osztrák-magyar légierő egyik repülőalakulata volt. 

## Története
A századot az ausztriai Straßhofban állították fel és kiképzése után 1918. január 23-án az olasz hadszíntérre, San Fior di Soprába irányították. 1918 júniusában a 6. hadsereg alárendeltségében vett részt a sikertelen Piave-offenzívában.

## Századparancsnokok
- Franz Cserich főhadnagy
- Roman Schmidt főhadnagy

## Ászpilóták
| Név           | Században szerzett győzelem |
| ------------- | --------------------------- |
| Roman Schmidt | 1                           |

## Századjelzés
Miután 1918 április 14-én a 6. hadseregben elrendelték a repülőszázadok megkülönböztető jelzéseinek használatát, a Flik 74J repülőgépeinek keréktárcsáját teljes egészében fehérre festették, a pilótafülke mögött pedig függőleges fehér törzsgyűrűt helyeztek el a géptörzsön. A gyűrűbe az egyes repülőgépet kódoló felirat (az egyik korabeli fotó tanúsága szerint az egyik gépen a felirat MIZZI volt) betű vagy egyéb jelzés (pl. csillag) került.

## Repülőgépek
A század pilótái a következő típust repülték:
- Aviatik D.I